# سامي أبي المنى
سامي أبي المُنى  رجل دين في طائفة الموحدون الدروز وهو شيخ عقل الطائفة في لبنان ونُصب رسمياً في هذا المنصب في 30 أيلول 2021 بعد نجاحه بالانتخابات بالتزكية.

## حياته
وُلد سامي أبي المنى في لبنان في قضاء عالية وحصل على اجازة في اللغة العربية وآدابها من الجامعة اللبنانية عام 1980، وفي عام 2011 حصل على ماجستير في العلاقات الإسلامية المسيحية من جامعة القديس يوسف قبل أن ينال الدكتوراه بتاريخ 14 كانون الأول 2015 عن موضوع «الحوار الإسلامي المسيحي في لبنان… رؤية الموحدين الدروز».

### شيخ العقل
فُتح باب الترشح لمنصب شيخ عقل طائفة الموحدون الدروز في لينان في آب 2021 وحتّى 10 أيلول؛ وبعد انتهاء المُدّة لم يُسجل سوى طلب واحد وهو لترشيح الدكتور سامي أبي المنى، وعليه فقد أُعلن من 10 أيلول عن فوزه بالتزكية خلفاً للشيخ نعيم حسن غير أن إعلان فوزه بشكلٍ رسمي بقي حتّى 30 أيلول حيث أعلن المجلس المذهبي للطائفة في جلسته العامة عن فوز سامي أبي المنى بالمنصب وذلك بحضور وليد جنبلاط وتيمور جنبلاط.
وقد توافد إلى دار الطائفة في فردان-بيروت عدد من الشخصيات اللبنانية للمباركة للشيخ بحصوله على المنصب منهم مُمثل رئيس الجمهورية اللبنانية ميشيل عون وزير الدفاع الوطني موريس سليم والنائب حمد خواجة مُمثلاً عن رئيس مجلس النواب اللبناني نبيه بري ورئيس الحكومة نجيب ميقاتي إضافة لوفودٍ عدّة من المجالس الدينية في الجهورية اللبنانية وعدد من رؤساء الحكومات والوزراء السابقين.